# Zingem
Zingem là một đô thị ở tỉnh Oost-Vlaanderen. Đô thị này bao gồm các thị xã Huise, Ouwegem và Zingem proper. Tại thời điểm ngày 1 tháng 1 năm 2006, Zingem có tổng dân số 6.793 người. Tổng diện tích là 23,93 km² với mật độ dân số là 284 người trên mỗi km².